# Mistrzostwa Chińskiego Tajpej w Lekkoatletyce 2010
Mistrzostwa Chińskiego Tajpej w Lekkoatletyce 2010 – zawody lekkoatletyczne, które odbyły się w Miaoli 15 i 16 października.

## Rezultaty

### Mężczyźni
| Konkurencja:                  | 1. miejsce       | Rezultat            |
| Bieg na 100 m                 | Tsai Meng-lin    | 10,46               |
| Bieg na 200 m                 | Wang Wen-tang    | 21,36               |
| Bieg na 400 m                 | Chen Chieh       | 48,74               |
| Bieg na 800 m                 | Chang Chia-hsing | 1:54,45 SB          |
| Bieg na 1500 m                | Chang Chia-hsing | 3:58,28 SB          |
| Bieg na 5000 m                | Ho Chin-ping     | 15:03,45            |
| Bieg na 10000 m               | Wu Wen-chien     | 30:27,18            |
| Bieg na 110 m przez płotki    | Ko Wen-ting      | 14,54               |
| Bieg na 400 m przez płotki    | Chen Chieh       | 51,21               |
| Bieg na 3000 m z przeszkodami | Wu Wen-chien     | 9:20,34             |
| Skok wzwyż                    | Chien Po-sheng   | 2,06                |
| Skok o tyczce                 | Hsieh Chia-han   | 5,11                |
| Skok w dal                    | Tsai Yi-da       | 7,59                |
| Trójskok                      | Tsai Po-cheng    | 15,49 PB            |
| Pchnięcie kulą                | Cheng Yung-hsin  | 16,39               |
| Rzut oszczepem                | Cheng Chao-tsun  | 78,68 NR NJR NYR PB |

### Kobiety
| Konkurencja:               | 1. miejsce       | Rezultat  |
| Bieg na 100 m              | Liao Ching-hsien | 12,07     |
| Bieg na 100 m przez płotki | Lin Ya-chu       | 14,00     |
| Skok wzwyż                 | Cheng Yun-huei   | 1,73 SB   |
| Pchnięcie kulą             | Lin Li-wen       | 14,48     |
| Rzut młotem                | Sung Hsin-yi     | 51,65     |
| Rzut oszczepem             | Chang Ya-ching   | 49,13     |
| Siedmiobój                 | Chu Chia-ling    | 4902 pkt. |